# 1960-as magyar atlétikai bajnokság
Az 1960-as magyar atlétikai bajnokságon, amely a 65. magyar bajnokság volt, a váltókat kivéve megszűntek 1964-ig a csapatbajnokságok.

## Eredmények

### Férfiak
| Versenyszám                        | Arany                                                                       | Arany     | Ezüst                                                   | Ezüst     | Bronz                             | Bronz     |
| ---------------------------------- | --------------------------------------------------------------------------- | --------- | ------------------------------------------------------- | --------- | --------------------------------- | --------- |
| 100 m                              | Kiss László Tatabányai Bányász                                              | 10,8      | Mihályfi László TFSE                                    | 10,9      | Csiszár István Tatabányai Bányász | 10,9      |
| 200 m                              | Csutorás Csaba Bp. Honvéd                                                   | 21,4      | Mihályfi László TFSE                                    | 21,6      | Kiss László Tatabányai Bányász    | 21,9      |
| 400 m                              | Korda István Bp. Honvéd                                                     | 47,5      | Csutorás Csaba Bp. Honvéd                               | 48,2      | Nagy Sándor Újpesti Dózsa         |           |
| 800 m                              | Parsch Péter Vasas                                                          | 1:49,7    | Szentgáli Lajos Újpesti Dózsa                           | 1:50,0    | Rózsavölgyi István Bp. Honvéd     | 1:50,2    |
| 1500 m                             | Rózsavölgyi István Bp. Honvéd                                               | 3:38,8    | Kovács Lajos Újpesti Dózsa                              | 3:41,5    | Parsch Péter Vasas                | 3:43,2    |
| 5000 m                             | Iharos Sándor Bp. Honvéd                                                    | 14:00,8   | Szabó Miklós MAFC                                       | 14:11,4   | Pintér János Bp. Spartacus        | 14:11,6   |
| 10 000 m                           | Iharos Sándor Bp. Honvéd                                                    | 29:14,6   | Kovács József MTK                                       | 29:34,0   | Sütő József Vasas                 | 30:11,0   |
| 4 × 100 m szeptember 17–18.        | Csiszár István Kiss László Országh József Tóth Béla Tatabányai Bányász      | 41,4      | Csutorás Csaba Horváth Tibor Bp. Honvéd                 | 41,6      | Újpesti Dózsa                     | 43,2      |
| 4 × 200 m                          | Csiszár István Kiss László Országh József Tóth Béla Tatabányai Bányász      | 1:26,1    | Újpesti Dózsa                                           | 1:28,9    | Bp. Honvéd                        | 1:30,7    |
| 4 × 400 m                          | Oravecz Zoltán Majercsik Mihály Csutorás Csaba Korda István Bp. Honvéd      | 3:15,9    | Török László Újpesti Dózsa                              | 3:19,4    | Bp. Honvéd                        | 3:23,0    |
| 4 × 800 m                          | Iharos Sándor Rózsavölgyi István Mácsár József Korda István Bp. Honvéd      | 7:33,2    | Szentgáli Lajos Újpesti Dózsa                           | 7:42,4    | Bp. Honvéd                        | 7:45,4    |
| 4 × 1500 m                         | Rózsavölgyi István Kiss István Mácsár József Iharos Sándor Bp. Honvéd SE    | 15:33,6   | MAFC                                                    | 15:47,6   | Újpesti Dózsa                     | 15:54,0   |
| 110 m gát                          | Retezár Imre Újpesti Dózsa                                                  | 14,7      | Turóczi Árpád Bp. Honvéd                                | 15,0      | Sövényi Ferenc Bp. Honvéd         | 15,4      |
| 200 m gát                          | Munkácsi István Magyar Pamut                                                | 24,1      | Retezár Imre Újpesti Dózsa                              | 24,2      | Turóczi Árpád Bp. Honvéd          | 24,6      |
| 400 m gát                          | Munkácsi István Magyar Pamut                                                | 53,3      | Botár Attila Újpesti Dózsa                              | 53,5      | Turóczi Árpád Bp. Honvéd          | 54,8      |
| 3000 m akadály                     | Hecker Gerhard MAFC                                                         | 8:44,2    | Simon Attila Ferencvárosi TC                            | 8:46,4    | Molnár Sándor MTK                 | 8:52,2    |
| 20 km gyaloglás július 2.          | Balajcza Tibor Újpesti Dózsa                                                | 1:37:26,0 | Dinesz Béla Csepel SC                                   | 1:41:16,6 | Kiss Antal Gyöngyösi Bányász      | 1.41:57,0 |
| 50 km gyaloglás július 24.         | Dinesz Béla Csepel SC                                                       | 4:31:31,2 | Ordasi Lénárd Bp. Honvéd                                | 4:44:35,4 | Tesch Ferenc Előre                | 4:48:29,4 |
| magasugrás                         | Noszály Sándor Bp. Honvéd                                                   | 203 cm    | Bodó Árpád Csepel SC                                    | 197 cm    | Medovárszky János Gyulai MEDOSZ   | 191 cm    |
| távolugrás                         | Kalocsai Henrik Bp. Honvéd                                                  | 742 cm    | Mihályfi László TFSE                                    | 740 cm    | Földessy Ödön Újpesti Dózsa       | 733 cm    |
| hármasugrás                        | Németh Róbert Újpesti Dózsa                                                 | 14,95 m   | Kalocsai Henrik Bp. Honvéd                              | 14,90 m   | Czapalai Gyula TFSE               | 14,65 m   |
| rúdugrás                           | Miskei János Bp. Honvéd                                                     | 430 cm    | Horváth János Újpesti Dózsa                             | 410 cm    | Csaba Abdrás Vasas                | 380 cm    |
| súlylökés                          | Varjú Vilmos VM KÖZÉRT                                                      | 18,67 m   | Nagy Zsigmond TFSE                                      | 18,05 m   | Mihályfi János Bajai Építők       | 16,13 m   |
| diszkoszvetés                      | Szécsényi József Bp. Honvéd                                                 | 58,26 m   | Klics Ferenc Vasas                                      | 52,81 m   | Lévai Károly Bp. Honvéd           | 49,91 m   |
| gerelyhajítás                      | Kulcsár Gergely Bp. Építők                                                  | 77,68 m   | Petővári Attila Vasas                                   | 72,90 m   | Szabó MTK                         | 67,86 m   |
| kalapácsvetés                      | Zsivótzky Gyula Újpesti Dózsa                                               | 65,58 m   | Csermák József Tapolcai MÁV                             | 63,50 m   | Mecseki Attila Vasas              | 60,95 m   |
| tízpróba október 16.               | Hubai Gyula Bp. Honvéd                                                      | 5918      | Józsa Bálint Bp. Honvéd                                 | 5568      | Szécsi János Pécsi VSK            | 5031      |
| maraton július 17.                 | Dobronyi József Előre                                                       | 2:36:36,2 | Kovács Zoltán Bp. Honvéd                                | 2:39:36,2 | Huszár János Békéscsabai MÁV      | 2:42:24,4 |
| mezei futás október 30.            | Szabó Miklós MAFC                                                           | 31:17,2   | Iharos Sándor Bp. Honvéd                                | 31:19,6   | Sütő József Vasas                 | 31:33,2   |
| kis mezei futás (4 km) október 30. | Kovács Lajos Újpesti Dózsa                                                  | 11:44,6   | Mácsár József Bp. Honvéd                                | 11:53,8   | Szekeres Béla MAFC                | 12:01,2   |
| csapat 5000 m október 23.          | Szabó Miklós Szekeres Béla Gerhard Hecker Percze Lajos Simon Attila MAFC    | 47        | Bp. Honvéd A                                            | 63        | Újpesti Dózsa                     | 71 pont   |
| csapat 20 km gyaloglás július 2.   | Deák Ferenc Stefanik Pál Mucsi József Bp. Postás                            | 32        | Tesch Ferenc Szabó Géza Előre                           | 36        | Ordasi Lénárd Bp. Honvéd          | 43        |
| csapat 50 km gyaloglás július 24.  | Tesch Ferenc Szabó Géza Briss Félix Előre                                   | 20        | Ordasi Lénárd Márkus Bp. Honvéd                         | 28        | Stefanik Pál Deák Postás          | 31        |
| csapat maraton július 17.          | Kovács Zoltán Lassú József Tóth Miklós Bp. Honvéd                           | 17        | Huszár János Radnai József Novák András Békéscsabai MÁV | 21        | Dobronyi József Előre             | 28        |
| csapat mezei futás október 30.     | Iharos Sándor Sovák János Kovács Zoltán Bp. Honvéd                          | 19        | MAFC                                                    | 31        | Csepel SC                         | 34        |
| csapat kis mezei futás október 30. | Mácsár József Horváth Miklós Kiss Antal Papp Béla Klekner László Bp. Honvéd | 47        | Újpesti Dózsa                                           | 48        | MAFC A                            | 74        |

### Nők
| Versenyszám           | Arany                                                                  | Arany   | Ezüst                                   | Ezüst   | Bronz                            | Bronz   |
| --------------------- | ---------------------------------------------------------------------- | ------- | --------------------------------------- | ------- | -------------------------------- | ------- |
| 100 m                 | Heldt Erzsébet Újpesti Dózsa                                           | 11,7    | Munkácsi Antónia Magyar Pamut           | 11,8    | Jónás Ildikó Magyar Pamut        | 11,9    |
| 200 m                 | Munkácsi Antónia Magyar Pamut                                          | 24,1    | Heldt Erzsébet Újpesti Dózsa            | 24,2    | Such Ida BVSC                    | 24,8    |
| 400 m                 | Kazi Olga MAFC                                                         | 55,5    | Németh Ida Újpesti Dózsa                | 56,0    | Bánsági Teréz Újpesti Dózsa      | 57,4    |
| 800 m                 | Kazi Olga MAFC                                                         | 2:08,1  | Sasvári Gizella Nagykanizsai Bányász    | 2:08,1  | Kazi Aranka BVSC                 | 2:08,7  |
| 4 × 100 m             | Heldt Erzsébet Somogyi Nándorné Orbán Irén Németh Ida Újpesti Dózsa SC | 49,4    | Bp. Honvéd                              | 49,7    | BEAC                             | 49,9    |
| 4 × 200 m             | Orbán Irén Bánsági Teréz Németh Ida Heldt Erzsébet Újpesti Dózsa SC    | 1:42,8  | Bp. Honvéd                              | 1:44,4  | BVSC                             | 1:45,7  |
| 3 × 800 m             | Turi Emilia Rákár Júlia Kazi Aranka BVSC                               | 7:15,4  | Wittinger Teréz Ughy Piroska Bp. Petőfi | 7:19,7  | Debreceni Építők                 | 7:33,0  |
| 80 m gát              | Németh Ida Újpesti Dózsa                                               | 11,2    | Somogyi Nándorné Újpesti Dózsa          | 11,4    | Bácskai Mária Bp. Honvéd         | 11,6    |
| magasugrás            | Keresztes Márta BEAC                                                   | 158 cm  | Steitz Anna Bp. Építők                  | 156 cm  | Beke Klára VasasKnapp Mária BEAC | 151 cm  |
| távolugrás            | Rózsavölgyi Jánosné BVSC                                               | 567 cm  | Oó Erzsébet TFSE                        | 562 cm  | F. Tóth Júlia Győri Dózsa        | 560 cm  |
| súlylökés             | Kontsek Jolán Újpesti Dózsa                                            | 13,85 m | Mikuss Judit Újpesti Dózsa              | 13,57 m | Baranyai Teréz VM KÖZÉRT         |         |
| diszkoszvetés         | Kontsek Jolán Újpesti Dózsa                                            | 50,28 m | Kótai Margit Bp. Spartacus              | 44,78 m | Stugner Judit Újpesti Dózsa      | 43,91 m |
| gerelyhajítás         | Antal Márta Vasas                                                      | 49,77 m | Balogh Anikó Újpesti Dózsa              | 48,20 m | Krebsz Sándorné MTK              | 43,56 m |
| ötpróba augusztus 28. | Oó Erzsébet TFSE                                                       | 3980    | Németh Ida Újpesti Dózsa                | 3832    | Somogyi Nándorné Újpesti Dózsa   | 3785    |
| mezei futás           | Kazi Aranka BVSC                                                       | 4:40,1  | Sasvári Gizella Nagykanizsai Bányász    | 4:46,2  | Rőder Katalin Vasas              | 4:49,2  |
| csapat mezei futás    | Kazi Aranka Turi Emilia Rákár Júlia BVSC                               | 14      | Rőder Katalin Vasas                     | 26      | Előre                            | 46      |

### Magyar atlétikai csúcsok
- kalapácsvetés 65,73 m ocs. Zsivótzky Gyula
- kalapácsvetés 68,22 m ocs. Zsivótzky Gyula
- kalapácsvetés 69,53 m  ocs. Zsivótzky Gyula